# Peter Allen
Peter Allen, nome artístico de Peter Richard Woolnough (Tenterfield, 10 de fevereiro de 1944 — San Diego, 18 de junho de 1992) foi um cantor, compositor e pianista australiano de música pop e rock. Suas músicas se tornaram famosas na voz de outros artistas, como Elkie Brooks e Olivia Newton-John, como a canção "Arthur's Theme (Best That You Can Do)" tema do filme Arthur, ganhando um Óscar em 1981. Além da carreira musical, trabalhou em muitos musicais na Broadway, inclusive se apresentou no Radio City Music Hall. Seu casamento com Liza Minnelli terminou em divórcio, e seu relacionamento mais significativo foi com Chris Orr, que durou 15 anos.

## Biografia
Peter Allen nasceu Peter Richard Woolnough em Tenterfield, Nova Gales do Sul, na Austrália. Ele era neto de George Woolnough, quem Allen imortalizou em sua canção "Tenterfield Saddler". Allen começou sua carreira tocando com Chris Bell como um dos "Allen Brothers", que faziam atos populares no cabaré e na televisão no início dos anos 1960 na Austrália. Mark Herron, o marido de Judy Garland, descobriu Allen, enquanto ele se apresentava em Hong Kong. Depois foi convidado a ir para Londres e nos Estados Unidos, onde trabalhou com Garland.[carece de fontes?]

## Carreira
Allen começou a fazer gravações solo em 1971, mas ao longo de sua carreira alcançou maior sucesso por suas músicas gravadas por outros artistas. Allen marcou seu maior sucesso com a canção "I Honestly Love You", que co-escreveu com Jeff Barry e que se tornou um grande sucesso em 1974 na voz de Olivia Newton-John. O single alcançou o 1º lugar nos Estados Unidos e Canadá, e ganhou dois Grammy Award, por Canção do Ano e Melhor Cantora Feminina para Newton-John. Allen também co-escreveu "Don't Cry Out Loud" com Carole Bayer Sager, popularizada por Melissa Manchester, em 1978, e "I'd Rather Leave While I'm In Love", também co-escrita com Bayer Sager e popularizada por Rita Coolidge em 1979. Sua canção assinatura, "I Go to Rio", co-escrita com Adrienne Anderson, foi popularizada nos Estados Unidos pelo grupo Pablo Cruise.
Em 1976, Allen lançou o álbum Taught by Experts, que alcançou o 1º lugar na Austrália, junto com o singles "I Go to Rio" e "The More I See You". Embora sua carreira nos Estados Unidos nunca tenha progredido, se apresentou em Atlantic City e no Carnegie Hall. Allen teve três espetáculos esgotados em Nova Iorque no Radio City Music Hall, onde se tornou o primeiro bailarino do sexo masculino a dançar com as The Rockettes. Sua performance foi transmitida ao vivo e exclusiva no canal por assinatura WHT The Movie Network.
Seu álbum mais bem sucedido foi Bi-Coastal (1980), produzido por David Foster e com o single "Fly Away", único que, em 1981, entrou nas paradas dos Estados Unidos, atingindo o #55 lugar na Billboard Hot 100.
Allen coescreveu a canção "Arthur's Theme (Best That You Can Do)" com Burt Bacharach, Carole Bayer Sager e Christopher Cross, para o filme de 1981 Arthur. A canção chegou em 1º lugar nos Estados Unidos, e os compositores ganharam um Oscar de melhor canção original. Uma letra para a canção: "If you get caught between the moon and New York City" foi adaptada de uma canção que ele e Bayer Sager co-escreveram. Allen e Bayer Sager também co-escreveram "You and Me (We Wanted It All)", que foi gravada por Frank Sinatra. Um vídeo de Sinatra cantando a música no Carnegie Hall foi incluído como parte do pacote Sinatra: New York, lançado no final de 2009.
Allen se apresentou na televisão australiana em muitas ocasiões importantes: para a Rainha Elizabeth II em 1980, no Sydney Opera House, antes para o Príncipe Charles e a Princesa Diana, em Melbourne e novamente em Sydney, na abertura do Sydney Entertainment Centre, onde se apresentou pela primeira vez sua roupa com a bandeira da Austrália, em 1980 na grande final do Australian Rules, em Melbourne. Sua "Up In One Concert" de 1980 foi um sucesso enorme de avaliações em todo o país. Quando a Austrália venceu a Copa América, Allen foi a Perth para cantar diante de 100.000 pessoas. Em 1988 abriu o show de Frank Sinatra em Sanctuary Cove, Queensland. Na América, apareceu no 30º aniversário da Disneylândia.
Allen voltou a gravar na Arista com um álbum intitulado "Not the Boy Next Door" (1983). Em 1990 gravou seu último álbum pela RCA Making Every Moment Count, que contou com Melissa Manchester e Harry Connick Jr..
Uma de suas canções, "I Still Call Australia" tornou-se popular em comerciais de televisão inicialmente para a National Panasonic, e desde 1998 pela Qantas Airlines. Este tornou-se um hino oficial para os australianos no exterior.

### Broadway
Allen fez sua estreia na Broadway em 12 de janeiro de 1971, em Soon, uma ópera rock que estreou no Walter Kerr Theatre e houve três apresentações. Ele estrelou em sua própria revista de um homem só na Broadway no Samuel J. Friedman Theatre, "Up in One: More Than a Concert" (1979), que executou 46 performances.[carece de fontes?]
Allen gravou um álbum ao vivo chamado "Captured Live at Carnegie Hall", onde canções de seu musical Legs Diamond foram inspecionadas. Legs Diamond estreou na Broadway no Mark Hellinger Theatre em 26 de dezembro de 1988, coescrito com Harvey Fierstein. O musical fez 64 performances. Depois do final da peça Allen voltou a trabalhar, em turnê com Bernadette Peters durante o verão de 1989. Pedro e Bernadette também se apresentaram no final dos anos 1980 da transmissão do Óscar, em tributo ao compositor Irving Berlin.

### Outros trabalhos
- Apareceu em um pequeno papel no filme Sgt. Pepper's Lonely Hearts Club Band (1978).
- Sua versão ao vivo de "Everything Old is New Again" fez parte da trilha sonora do filme All That Jazz(1979).
- Apareceu na versão televisiva de The Pirates of Penzance em 1982 (como o Rei dos Piratas).
- Apareceu como o "homem do estúdio" na série de televisão Miami Vice no episódio de estreia da segunda temporada de "The Prodigal Son".
- Também fez o episódio piloto no game show Name That Nune em 1990.

## Vida pessoal
Allen cresceu na pequena cidade do interior da Austrália, Tenterfield. Seu avô, George Woolnough, trabalhava como seleiro na cidade. Seu pai Dick tornou-se um alcoólatra violento ao retornar da Segunda Guerra Mundial. Ele se matou com um tiro quando Peter ainda era jovem. George nunca entendeu, nem pensava mais no ocorrido. Este fato é contado na canção "Tenterfield Saddler". Em 26 de novembro de 2005, uma extensão da biblioteca de Tenterfield foi aberta e chamada de "George Woolnough Wing".
Allen casou-se com Liza Minnelli em 1967, e o casamento acabou em divórcio em 1974.
Tornou-se mais estável com a sua homossexualidade a partir da década de 1970 a 1984, Allen teve um parceiro de longa data, Gregory Connell. Connell foi modelo no Texas, que projetou o som e iluminação para as apresentações de Allen e cantou em backup na performance de "I Go to Rio". Connell morreu de AIDS em 1984 em sua casa na Califórnia.

## Morte
Pouco antes de sua morte por câncer de garganta relacionado com a AIDS, Allen fez seu último show em Sydney em 26 de janeiro de 1992. Suas cinzas foram espalhadas no mar.

## Legado
Um documentário intitulado "The Boy From Oz", sobre Allen foi produzido após a sua morte, apresentando excertos de suas performances, bem como entrevistas com artistas que trabalharam com ele.
O musical baseado em sua vida, também intitulado The Boy from Oz, estreou na Austrália em 1998. Utilizando grande parte das suas canções autobiográficas, a produção estrelou Todd McKenney como Allen e Christina Amphlett do grupo de rock Divinyls como Judy Garland. Em 2003, o musical estreou na Broadway tornando-se o primeiro musical australiano a ser encenado lá. Nesta produção, Allen foi interpretado por Hugh Jackman, que ganhou um Tony por sua interpretação em 2004. Jackman reprisou esse papel novamente dois anos depois, quando o musical excursionou em grandes arenas na Austrália sob o título "The Boy From Oz: Arena Spectacular".
A loja Saddler Tenterfield em Tenterfield, na Austrália contém uma coleção de memórias sobre Peter Allen.[carece de fontes?]
Em 2015, foi lançado um filme biográfico dividido em duas partes com o título "Peter Allen: Not the boy next door". Nessa adaptação, Ky Baldwin e Joel Jackson interpretaram Allen.

## Discografia
- Chris and Peter Allen's Álbum No. 1
- Peter Allen (1971)
- Tenterfield Saddler (1972)
- Continental American (1974)
- Taught by Experts (1976)
- It Is Time For Peter Allen (1977)
- I Could Have Been a Sailor (1979)
- Bi-Coastal (1980)
- The Best (1980)
- Not the Boy Next Door (1983)
- Captured Live At Carnegie Hall (1985)
- Making Every Moment Count (1990)
- At His Best (1993)
- The Very Best of Peter Allen
- Peter Allen - The Singer Songwriter Anthology
- Digitally Remastered Best (1998)
- The Very Best Of Peter Allen (The Boy From Down Under) (2004)
- Ultimate (2006)

### Peter Allen por outros artistas
- Bobby Sherman ("Jennifer", "Just Ask Me I've Been There")
- Carole Bayer Sager ("I'd Rather Leave While I'm in Love", "Don't Cry Out Loud", "You're Interesting, "You and Me", etc.)
- Anne Murray ("Everything Old is New Again")
- Peggy Lee ("I Go to Rio")
- Diana DeGarmo ("Don't Cry Out Loud")
- Dusty Springfield ("Quiet Please There's a Lady on Stage", "I'd Rather Leave While I'm in Love", (But It's A) Nice Dream)
- Carly Simon ("Someone Waits For You")
- Pablo Cruise ("I Go to Rio")
- Frank Sinatra ("You and Me, We Wanted It All")
- Dionne Warwick e Sarah Dash ("Somebody's Angel")
- Patti LaBelle ("I Don't Go Shopping")
- Asha Puthli ("She Loves to Hear the Music")
- Maureen McGovern ("I Could Have Been A Sailor")
- Olivia Newton-John ("I Honestly Love You")
- Bernadette Peters ("Only Wounded," "I Never Thought I'd Break")
- Melissa Manchester ("Don't Cry Out Loud," "You and Me")
- Judy Collins ("I Could Really Show You Around")
- David Campbell ("I Honestly Love You")
- Glenn Yarbrough ("I Could Have Been A Sailor")
- Karen Akers ("Taught by Experts")
- Rita Coolidge ("I'd Rather Leave While I'm In Love")
- Claude François ("Je vais à Rio")
- Mystic ("Ritmo de la Noche")
- Chris Colfer ("Not The Boy Next Door")